# Выстрелово
Выстрелово (латыш. Vistrelava) — деревня в Палкинском районе Псковской области России.
Входит в состав Родовской волости. C 1920 до 1944 гг. входила в состав Яунлатгальского (Абренского) уезда Латвии.
Расположена в 21 км к югу от посёлка Палкино.
Население — 45 человек (2000 год).